# Fumio Sasahara
Fumio Sasahara (jap. 笹原富美雄, Sasahara Fumio; * 28. März 1945) ist ein ehemaliger japanischer Judoka, der 1969 und 1971 Weltmeister im Halbschwergewicht war, der Gewichtsklasse bis 93 Kilogramm.
Sasahara siegte 1966 bei den Weltmeisterschaften der Studierenden in Prag im Halbschwergewicht, in der offenen Klasse belegte er den zweiten Platz hinter seinem Landsmann Masatoshi Shinomaki. Bei den Weltmeisterschaften 1969 in Mexiko-Stadt bezwang er auf seinem Weg ins Finale den Franzosen Jean-Luc Rougé im Pool-Halbfinale, den Deutschen Peter Herrmann im Pool-Finale und seinen Landsmann Tomoyuki Kawabata im Kampf um den Finaleinzug. Im Finale traf er erneut auf Peter Herrmann und gewann den Titel.
Zwei Jahre später bei den Weltmeisterschaften 1971 in Ludwigshafen bezwang er auf seinem Weg ins Finale den Franzosen Pierre Albertini, Helmut Howiller aus der DDR und den Brasilianer Chiaki Ishii. Im Finale besiegte er seinen Landsmann Nobuyuki Satō. Sasahara vertrat sein Land auch bei den Olympischen Spielen 1972 in München. In seinem Auftaktkampf bezwang er nach 27 Sekunden den Australier Barry Johnson. In seinem zweiten Kampf unterlag er nach 5:10 Minuten dem späteren Olympiasieger Schota Tschotschischwili aus der Sowjetunion.